# 木垒黄耆
木垒黄耆（学名：Astragalus nicolai）为豆科黄芪属的植物，为中国的特有植物。分布在中国大陆的新疆等地，生长于海拔1,400米至2,000米的地区，见于山坡上，目前尚未由人工引种栽培。